# Архиепархия Туниса
Архиепархия Туниса (лат. Archidioecesis Tunetana) — архиепархия Римско-Католической церкви с центром в городе Тунис, Тунис. Архиепархия Туниса подчиняется непосредственно Святому Престолу и распространяет свою юрисдикцию на всю территорию Туниса. Кафедральным собором архиепархии Туниса является церковь святого Викентия де Поля. В Карфагене находится бывший кафедральный собор святого Людовика, который сегодня используется в качестве концертного зала.

## История
Епархия Карфагена была основана во II веке и была одной из самых известных епархий первых веков христианства. В Карфагене проживал раннехристианский писатель и теолог Тертуллиан. Первым епископом епархии Карфагена был Агриппин Александрийский. Епископ Карфагена носил титул «епископа Африки, Нумидии, Триполитании и Мавретании». Некоторое время епископ Карфагена носил почётный титул патриарха Карфагена.
В III веке христиане, проживавшие в Карфагене, подвергались гонениям. Среди карфагенских мучеников наиболее известны святые Киприан Карфагенский, Фелицитата и Перпетуя.
В IV веке в Карфагенской церкви распространились христологические ереси донатизма, арианства, манихейства и пелагианства.
Вторжение вандалов привело к упадку епархии, которая снова стала значима во время византийского завоевания в 533 году. Карфаген оставался важной епархией Римской церкви до пришествия мусульман в 698 году. После завоевания Карфагена мусульманами епархия пришла в упадок. Епископы не назначались на кафедру Карфагена с 635 года и до начала XVII века (известны только два епископа Карфагена в середине XI века).
20 апреля 1624 года Римский папа Урбан VIII издал бреве Dilecto filio, которым учредил миссию капуцинов в Тунисе, которая занималась избавлением из рабства рабов-христиан. Первым главой этой миссии был бывший раб священник-капуцин Анджело да Конильоне, который носил титул «Прокуратор христианских рабов». В 1671 году глава капуцинской миссии стал носить титул «Префекта и апостольского провикария». В 1636 году в Тунис входил в монашескую провинцию Сицилии и в 1842 году Тунис стал входить в юрисдикцию монашеской провинции Лигуори.
В 1680 году Святым Престолом была учреждена титулярная епархия Карфагена.
12 декабря 1772 года Римский папа Климент XIV издал бреве Pro commissa, которым подчинил миссию в Тунисе апостольскому викариату Алжира (сегодня — Архиепархия Алжира).
21 марта 1843 года Римский папа Григорий XVI выпустил бреве Ex debito, которым учредил апостольский викариат Туниса. 10 ноября 1884 года Римский папа Лев XIII издал буллу Materna Ecclesiae caritas, которой преобразовал апостольский викариат Туниса в архиепархию Карфагена. Архиепископ Карфагена получил титул «Примас всей Африки».
9 июля 1964 года Римский папа Павел VI выпустил буллу Prudens Ecclesiae, которой преобразовал архиепархию Карфагена в территориальную прелатуру Туниса. 31 мая 1995 года территориальная прелатура Туниса была возведена в епархию.
14 апреля 1994 года епархию Туниса посетил с пастырским визитом Римский папа Иоанн Павел II.
22 мая 2010 года Римский папа Бенедикт XVI выпустил буллу Cum in Tunetana, которой возвёл епархию Туниса в ранг архиепархии.

## Ординарии

### Епископы Карфагена
| - Эпенет (II век); - Агриппин Карфагенский (180—220); - Цирий (?); - Донат I (?); - святой Киприан Карфагенский (249—258); - Фелициссий (251 — ?) — апостат; - Фортунат (?) — апостат; - Максим (?) — апостат; - Карпофор (258 — ?); - Люциан (?); - Мензурий (? — 311); - Цецилиан (311—325); - Маджорин (311—315) — апостат; - Донат (315—355) — ересиарх; - Гратий (330—352); - Пармениан (355—391) — апостат; - Реститут (352—373); - Генетлий (373 — ?); | - Аврелий Карфагенский (391 — ?); - Примиан(391—393) — апостат; - Максимиан (393—394) — апостат; - Примиан (394—400) — апостат; - Капрелий; - святой Кводвультдеус (434—454); - святой Деограциас (454—456); - Sede vacante - святой Евгений Карфагенский (481—505); - Sede vacante - Бонифаций (523—535); - Репарат (535—553); - Примасий (553—565); - Публиан (581); - Доменик (591); - Фортуний (632); - Виктор (635). |  |

### Средние века
- Фома (около 1053);
- Кириак (около 1076).

### Префекты и апостольские провикарии
- священник Angelo da Coniglione O.F.M.Cap.[1] (20.04.1624 — 1630);
- священник Luigi di Palermo, O.F.M.Cap. (1630—1636);
- священник Alessandro da Genova, O.F.M.Cap. (30.01.1636 — ?);
- священник Jean le Vacher O.F.M.Cap. (1650—1671);
- священник Carlo d’Ancona, O.F.M.Cap. (1672 — ?);
- священник Vincenzo da Frascati, O.F.M.Cap. (1683 — ?);

### Епископы и архиепископы
- Fedele Sutter da Ferrara, O.F.M.Cap. (5.07.1844 — 28.06.1881);
  - Sede vacante (1881—1884);
- Шарль Лавижери (10.11.1884 — 26.11.1892);
- Barthélemy Clément Combes (15.06.1893 — 20.02.1922);
- Alexis Lemaître (20.02.1922 — 16.05.1939);
- Charles-Albert Gounot (16.05.1939 — 20.06.1953);
- Paul-Marie-Maurice Perrin (29.10.1953 — 9.01.1965);
- Michel Callens (9.01.1965 — 19.08.1990);
- Фуад Туаль (30.05.1992 — 8.09.2005);
- Maroun Elias Nimeh Lahham (8.09.2005 — 19.01.2012), назначен вспомогательным епископом латинского патриархата Иерусалима; архиепископ ad personam
- Ilario Antoniazzi (с 21.02.2013)

## Источник
- Annuario Pontificio, Libreria Editrice Vaticana, Città del Vaticano, 2003, ISBN 88-209-7422-3
- Breve Ex debito, in Raffaele de Martinis, Iuris pontificii de propaganda fide. Pars prima, Tomo V, Romae 1893, p. 311 (лат.)
- Materna Ecclesiae caritas Архивная копия от 6 июня 2013 на Wayback Machine, Lettres apostoliques de S.S. Léon XIII, Tome II, pp. 2 e seguenti (лат.) — (фр.)
- Булла Prudens Ecclesiae Архивная копия от 3 февраля 2014 на Wayback Machine (лат.)
- Булла Cum in Tunetana Архивная копия от 1 ноября 2013 на Wayback Machine (лат.)
- Anselme des Arcs, Mémoires pour servir à l’histoire de la mission des Capucins dans al Régence de Tunis 1624—1863, Rome 1889 Архивная копия от 25 ноября 2015 на Wayback Machine (фр.)
- Guglielmo Finotti, La reggenza di Tunisi considerata nei suoi rapporti geografici-storici-archeolgici- idrografici-commerciali-agricoli-statistici etc., Malta 1856, pp. 347—354 (итал.)